# Anisodes evocata
Anisodes evocata är en fjärilsart som beskrevs av Louis Beethoven Prout 1938. Anisodes evocata ingår i släktet Anisodes och familjen mätare. Inga underarter finns listade i Catalogue of Life.